# Stenus solutus
Stenus solutus är en skalbaggsart som beskrevs av Wilhelm Ferdinand Erichson 1840. Stenus solutus ingår i släktet Stenus, och familjen kortvingar. Arten är reproducerande i Sverige.